# Franz Albert Seyn
Franz Albert Seyn (em russo:  Франц-Альберт Зейн; Vitebsk, 27 de julho de 1862 - Kronstadt, verão de 1918) foi um general russo, que foi general-governante da Finlândia entre 24 de novembro de 1909 e 16 de março de 1917.
Seyn foi nomeado para o cargo pelo Primeiro-MInistro Stolypin, sendo uma importante figura para a Russificação na Finlândia durante seu governo. Antes de se tornar governante da Finlândia, Seyn iniciou sua carreira como oficial de estado-maior no Distrito Militar Russo da Finlândia.
Após a Revolução de Fevereiro, o Governo Provisório ordenou em 16 de março de 1917 a prisão de Seyn. A prisão foi realizada pelo comandante da frota do Báltico. Mais tarde Seyn foi libertado em Petrogrado. Seyn provavelmente se afogou no verão de 1918.